# Schneider Kreuznach
Schneider-Kreuznach è il nome abbreviato della società Jos. Schneider Optische Werke GmbH, azienda produttrice di ottica fotografica ed industriale.
Fu fondata il 18 gennaio 1913 da Joseph Schneider come: Optische Anstalt Jos. Schneider & Co. a Bad Kreuznach in Germania.
La compagnia cambiò il suo nome in Jos. Schneider & Co., Optische Werke, Kreuznach  nel 1922 e nel 1998 nell'attuale Jos. Schneider Optische Werke GmbH.